# Вальбе Борис Соломонович
Борис Соломонович Вальбе (нар. 22 грудня 1889 [3 січня 1890] , Шепетівка, Волинська губернія — пом. 26 січня 1966, Ленінград) — радянський літературознавець та літературний критик. Член Спілки письменників СРСР.

## Біографія
За освітою юрист. У 1917—1920 роках навчався на юридичному факультеті Інституту міжнародного права в Петрограді.
Друкуватися почав 1910 року в «Одеському листку». Автор книг, присвячених життю і творчості Джона Ріда (1930), Миколи Помяловського (1936, серія «Життя чудових людей»), Олексія Чапигіна (1959), статей про російських класиків.
У 1949 році заарештований і засуджений до 10 років ув'язнення; утримувався в Чистюньлазі та в таборі Аралічевськстрой. Звільнений у 1955 році; пізніше реабілітований.
Похований на Преображенському єврейському цвинтарі.

### Сім'я
Брат — Йоель Вальбе (1898—1892) — ізраїльський композитор, музикознавець.
Дочка — Рут, (05.07.1925 — 01.12.2012), літературознавець, дослідник творчої спадщини Аріадни Сергіївни Ефрон; член Санкт-Петербурзького товариства «Меморіал».

## Видані книги
Джерело — Електронні каталоги РНБ.
- Вальбе Б. С. Джон Рід = John Reed. — Л. : Красная газета, 1930. — 116 с. — 15000 прим.
- Вальбе Б. С. «Життя Клима Самгіна» у світлі історії російської суспільної думки. — М.; Л. : Сов. писатель, 1966. — 287 с. — 10000 прим.
- Вальбе Б. С. Помяловський. — М. : Журн.-газ. объединение, 1936. — 262 с. — (Життя чудових людей; Вип. 17-18 (89-90)) — 40000 прим.
- Вальбе Б. С. Константин Андреевич Тренев // Тренев, Константин Андреевич: Рассказы. Пьесы. — М. : Б. и., 1939. — 4 липня.
- Вальбе Б. С. Олексій Павлович Чапигін: Життя і творчість. — М. : Сов. писатель, 1938. — 224 с. — 10000 прим.
  - Олексій Павлович Чапигін: Нарис життя і творчості. — 2-е вид. — М. : Сов. писатель, 1959. — 207 с. — 5000 прим.
- Вальбе Б. С. О. П. Чапигін: Критич. нарис. — Л. : Гослитиздат, 1935. — 146 с. — 4300 прим.